# Eliezer Ashkenazi
 (novembre 2022).
Eliezer Ashkenazi, né en Pologne au début du 19e siècle, est un savant et un talmudiste érudit qui réside en Tunisie puis en France. Il publie une compilation d'anciens manuscrits découverts en Tunisie[Quand ?]. Sa correspondance, publiée dans le journal Le Libanon (he), offre un éclairage sur la vie des Juifs de Tunisie au milieu du 19e siècle.

## Biographie
On sait assez peu de choses d'Eliezer Ashkenazi, si ce n'est qu'il est né en Pologne, et qu'il est le fils de Salomon Zalman Ashkenazi.

## Publications
Eliezer Ashkenazi s'intéresse aux anciens manuscrits hébraïques, dans le but de les faire publier dans des éditions récentes et les faire découvrir à un public européen. Il permet ainsi de redécouvrir les livres suivants :
- un recueil de poèmes de Juda Halevi ;
- un commentaire de l'Exode par Abraham ibn Ezra ;
- le Sefer Hazikaron, un commentaire du commentaire de Rachi sur le Pentateuque, dont l'auteur était Abraham ben Shlomo Halévy Bacrat de Malaga ;
- le commentaire de Joseph Karo sur le Livre des Lamentations ;
- l'Épître du libre-arbitre de Moïse Narboni ;
- une lettre de Maïmonide adressée au Dayan Rabbi Japhet ;
- le Be-Debar Limmud ha-Hokmah de Jacob Provençal ;
- le Meliẓah 'al ha-'Et d'Isaac Ardotiel ;
- le Yesodot ha-Maskil de David ben Yom Tov ibn Bilia (en).

## Chronique sur les Juifs de Tunisie
Présent à Tunis entre 1850 et 1870, Eliezer Ashkenazi tient une chronique épistolaire, publiée dans un périodique édité en hébreu, Le Libanon (he), entre 1865 et 1870. Il y retrace le quotidien des Juifs de Tunisie, leurs relations avec la population musulmane, ainsi que la montée en puissance de la présence française dans ce pays.